# Federico Pintos
Federico Pintos (Montevideo, Uruguay, 17 de noviembre de 1992) es un futbolista uruguayo. Actualmente en club atlético Santa Rosa 

## Trayectoria
En Defensor debutó el 3 de septiembre de 2011 ante Peñarol, y su primer partido como titular fue el 24 de septiembre de este mismo año ante rentistas. Su Primer gol lo marcó ante river En la temporada 2011-2012 fue elegido el jugador revelación del campeonato, actuación que le valió ser convocado a la preselección, que actuará en los juegos olímpicos de 2012.

El 30 de octubre de 2012, fue separado del plantel titular de Defensor Sporting por el técnico Tabaré Silva, luego de un acto de indisciplina que tuvo con su compañero Juan Carlos Amado.  Luego de algunas semanas de estar descendido al plantel de Tercera División, solicita a la Asociación Uruguaya de Fútbol la rescisión unilateral de su contrato.

En abril de 2013, con el pase en su poder, ficha a prueba por Godoy Cruz en anticipio del Campeonato de Primera División 2013-14 de Argentina.

## Clubes
| Club                | País      | Año             |
| ------------------- | --------- | --------------- |
| Defensor Sporting   | Uruguay   | 2011 - 2012     |
| Godoy Cruz          | Argentina | 2013 - 2014     |
| Belgrano            | Argentina | 2014            |
| River Plate         | Uruguay   | 2015 - 2016     |
| Boston River        | Uruguay   | 2017            |
| Rentistas           | Uruguay   | 2017 - 2018     |
| Jaguares de Córdoba | Colombia  | 2018            |
| Le Touquet          | Francia   | 2019            |
| Darling             | Uruguay   | 2019            |
| Rocha               | Uruguay   | 2020            |
| Cerro               | Uruguay   | 2021 - presente |